# 정명학
정명학(? ~ )은 조선민주주의인민공화국의 정치인이다. 현재 당 중앙위 후보위원 겸 당 검열위원회 제1부위원장이다. 최고인민회의 제12기 대의원이다.

## 경력
만경대혁명학원을 졸업했으며, 1950년 한국전쟁 당시에 김일성 친위중대에 복무했다. 2009년 이후 조선로동당 중앙위원회 검열위원회 제1부위원장으로 있다.
2010년 9월, 조선로동당 중앙위원회 위원에 선임되었다.

## 최고인민회의 대의원
1990년 4월 최고인민회의 제9기 대의원이 되었고, 1998년 9월 제10기 대의원을 지냈다. 2009년 4월이후 제12기 대의원으로 있다.

## 기타
2010년 11월 조명록, 2011년 12월 김정일, 2015년 11월 리을설 사망 당시에 국가 장의위원회 위원을 맡았다.